# Otto Strasser
Otto Johann Maximilian Strasser (10. rujna 1897. – 27. kolovoza 1974.), njemački nacionalsocijalist, vođa lijevog krila NSDAP-a, brat Gregora Strassera.

Porijeklom iz Bavarske, Otto Strasser je također sudjelovao u Prvom svjetskom ratu, a po povratku u domovinu priključio se Freikorpsu koji je ugušio komunističku revoluciju i srušio Bavarsku Sovjetsku Republiku.  Protivio se i Kappovom puču, a pridružio se Socijaldemokratskoj partiji.  Ipak, njegovo mišljenje se sve više razilazilo sa stranačkim stajalištima, posebno nakon gušenja radničke pobune u Ruhru, pa je vrlo brzo napustio stranku, već 1920.
Godine 1925. pridružio se NSDAP-u, gdje je njegov brat Gregor već bio dugogodišnji član; Otto je počeo raditi kao novinar za stranačke novine Arbeiter Zeitung.  Posebno ga je privlačio socijalistički element stranačke politike, iako je bio i agresivni antisemit.  Ubrzo se istaknuo kao vođa lijeve stranačke frakcije u sjevernoj Njemačkoj, zajedno s bratom Gregorom i Josephom Goebbelsom.  Njegova revolucionarna frakcija je zagovarala potporu štrajkovima, nacionalizaciju banaka i industrije, a pristaše su pokazivali čak i određene simpatije prema Sovjetskom Savezu.  Takve ideje nisu bile po volji Adolfu Hitleru i Strasserova struja je poražena na konferenciji u Bambergu 1926. kada je Hitler potpuno učvrstio svoje vodstvo.  Goebbels se tada priklonio Hitlerovim idejama, a oslabljeni Otto Strasser je nastavio zagovarati svoje ideje sve dok nije izbačen iz stranke 1930.
Nakon isključenja osnovao je vlastitu stranku nazvanu Savez revolucionarnih nacionalsocijalista, kasnije preimenovanu u Crna fronta, koja je okupljala radikalne bivše naciste, a cilj joj je trebao biti izazivanje podijele u NSDAP-u.  Stranka se pokazala kao neuspješna jer nije privukla niti jednog utjecajnijeg člana; čak se i Gregor distancirao od njegovih ideja.  Hitlerovim usponom na vlast 1933. godine, Otto je napustio Njemačku i proveo ostatak nacističke vladavine u inozemstvu.  Lijevo krilo Nacističke partije je uništeno u Noći dugih noževa 1934. kada je ubijen i Gregor Strasser.  
Otto je pobjegao prvo u Austriju, zatim u Prag pa u Švicarsku, Francusku, Portugal, Bermude te 1941. u Kanadu gdje je radio kao novinar; pisao je članke o Trećem Reichu i nacizmu za razne novine, uključujući i ljevičarski New Statesman i Montreal Gazette.  Žena i dvoje djece su mu ostali u Švicarskoj.  
Nakon rata mu je zabranjen povratak u Njemačku, no 1955. je ukinuta zabrana i ponovno je dobio njemačko državljanstvo pa se vratio u München.  Već iduće godine je pokušao osnovati vlastitu neonacističku stranku, Njemačku socijalnu uniju, ali nije uspio privući podršku.  Nakon toga se posvetio privatnom životu, ali sve do smrti 1974. je nastavio propagirati neonacističke ideje.  Strasserova ideologija ostavila je utjecaja na neke radikalne neonaciste, ali je općenito odbačena i često kritizirana kao utopistička.  Moderni nacionalboljševici se ponekad pozivaju na Otta Strassera kao jednog od mislilaca koji je utjecao na njihove ideje.